# Heinrich Neuhaus (pianolärare)
Heinrich Gustavovitj Neuhaus (ryska: Ге́нрих Густа́вович Нейга́уз), född 12 april 1888 i Jelisavetgrad, död 10 oktober 1964 i Moskva, var en sovjetisk pianist och pianopedagog av tysk härkomst. Folkartist RSFSR (1956), Kavaljer av Leninorden (1954), Arbetets Röda Fanas orden.

## Biografi
Heinrich Neuhaus var son till Gustav Neuhaus, som var rektor för en privat musikskola. Han var i stort sett självlärd, eftersom han snabbt tog till sig faderns pedagogiska metoder och pianistiska principer. Det största inflytandet på hans konstnärliga utveckling gav hans kusin Karol Szymanowski och hans farbror Feliks Blumenfeld.
År 1897 gjorde han sin första solokonsert i Jelisavetgrad, därefter 1902 tillsammans med den 11-årige Mischa Elman och 1904 konserterade han med sin äldre syster Natalia Neuhaus i Dortmund, Bonn, Köln och Berlin. Därefter  studerade han för Karl Heinrich Barth och Leopold Godowsky i Berlin. Från 1909 fram till första världskrigets utbrott undervisades han vid Universitetet för musik och scenisk konst i Wien av Godowsky.
År 1914 återvände Neuhaus till Ryssland, där han efter ett år tog examen som privatist vid Petrograds konservatorium. Han undervisade en tid i Tbilisi, i Kievs konservatorium åren 1919 - 1922 och från 1922 i Moskvakonservatoriet, där han också var rektor åren 1935 -1937 Han var sjuk en period i tarmtyfus som gjorde att han en tid inte kunde spela och mot slutet av sitt liv kunde han nästan inte använda lillfingret på höger hand. År 1941 arresterades han för att ha vägrat evakueras och tillbringade åtta och en halv månad i inre fängelset i Ljubjanka. Han frisläpptes efter en ansökan av Emil Gilels och tvångsförflyttades till Ural, men lyckades kliva av tåget i Sverdlovsk, där han stannade för att undervisa vid konservatoriet. Tack vare en kollektiv ansökan av kulturpersonligheter kunde han återvända till Moskva i juli 1944.
Bland hans elever kan nämnas Tichon Chrennikov, Teodor Gutman, Emanuel Grossman, Berta Marantz, Semjon Benditskij, Emil Gilels, Yakov Zak, Svjatoslav Richter, Jevgenij Malinin, Undina Dubova-Sergejeva, Anatolij Vedernikov, Margarita Fedorova, Vera Gornostajeva, Anatolij Hekkelman, Aleksandr Slobodjanik, Jevgenij Liberman, Leonid Brumberg, Valerij Kasteljskij, Aleksej Liubimov, Eliso Virsaladze,Victor Eresko, Aleksej Nasedkin, Radu Lupu, Valerij Vasiljev. Neuhaus son Stanislav blev också en känd pianist och hans dotter Militsa matematiker. Heinrich Neuhaus äldste son Adrian dog 1945 vid tjugo års ålder av tuberkulos.
Berömd är Neuhaus bok Om pianospelets konst (sv. utgåva 1999), i vilken han sammanfattar sin undervisning, beskriver hur han praktiskt gick tillväga och med humoristiska, rättframma och mustiga formuleringar ger en färgstark bild av sin gärning som pianopedagog.

## Filmografi
- "Master Genrich" — Dokumentärfilm, 2008, regissör Nikita Tichonov.